# Ернестина Теодора фон Пфалц-Зулцбах
Ернестина Теодора фон Пфалц-Зулцбах (на немски: Ernestine Theodora von Pfalz-Sulzbach; * 15 май 1697, Зулцбах; † 14 април 1775, Нойбург на Дунав) от фамилията Вителсбахи, е пфалцграфиня от Пфалц-Зулцбах и чрез женитба ландграфиня на Хесен-Ванфрид.

## Живот
Тя е третата дъщеря на пфалцграф и херцог Теодор Евстах фон Пфалц-Зулцбах (1659 – 1732) и съпругата му Мария Елеонора фон Хесен-Ротенбург (1675 – 1720), дъщеря на ландграф Вилхелм I фон Хесен-Ротенбург.
Ернестина заедно с по-голямата си сестра Франциска Христина е възпитавана в абатство Есен. Император Карл VI урежда нейната женитба за 48-годишния ландграф Вилхелм II Млади (* 1671; † 1731, Париж), син на Карл, ландграф фон Хесен. Ернестина Теодора се омъжва на 19 септември 1719 г. в Зулцбах. Бракът е бездетен.
След смъртта на Вилхелм II през 1731 г. тя живее в дворец Рейнфелс, по-късно влиза в манастира на Кармелитите в Нойбург, става през 1748 г. приорка на манастира като сестра Теодора Августа. Тя умира там през 1775 г. на 77 години. Погребана е от 1807 г. в дворцовата църква на Нойбург. Тя е Светия и се чества на 5 април.